# Warth TG
| TG ist das Kürzel für den Kanton Thurgau in der Schweiz. Es wird verwendet, um Verwechslungen mit anderen Einträgen des Namens Warth zu vermeiden. |

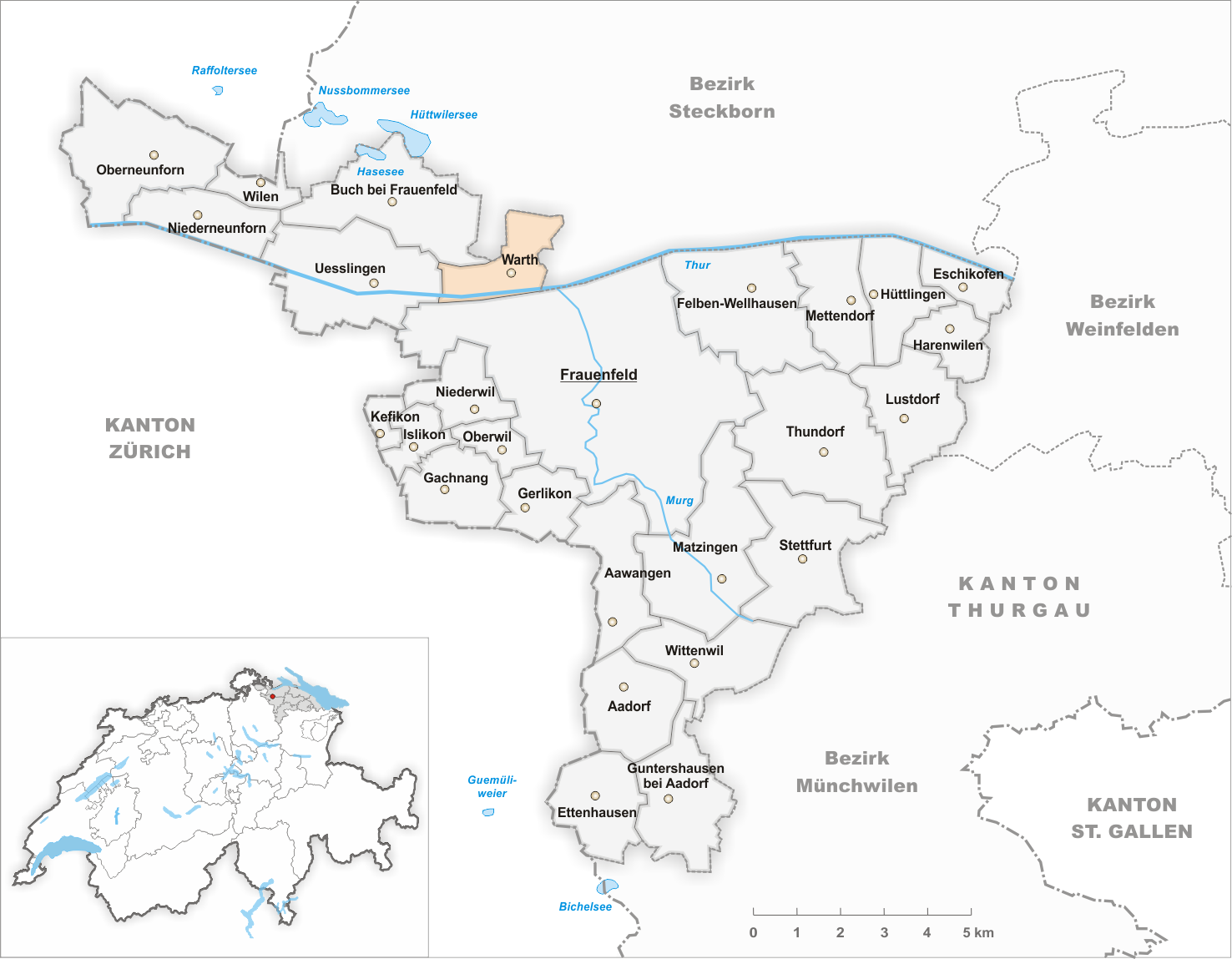
Gemeindestand vor der Fusion im Jahr 1995

Warth ist eine Ortschaft der Gemeinde Warth-Weiningen des Bezirks Frauenfeld des Kantons Thurgau in der Schweiz. Warth liegt auf der rechten Thurtalseite nördlich von Frauenfeld.
Von 1803 bis 1994 war Warth eine Ortsgemeinde der Munizipalgemeinde Uesslingen. Am 1. Januar 1995 fusionierten die Ortsgemeinden Warth und Weiningen zur politischen Gemeinde Warth-Weiningen.

## Geschichte

Kartause Ittingen, dahinter Warth und Weiningen, 1954

Der Ort wurde 1420 als Wart erstmals urkundlich erwähnt. Eine Offnung datiert von 1420. Das Kartäuserkloster Ittingen besass von 1461 bis 1798 die Herrschaft.
Warth gehörte zur Pfarrkirche Uesslingen, bis diese 1162 in die Propstei Ittingen inkorporiert wurde. Nachdem der Prior 1461 den Frauen von Warth den Zutritt zur Kartäuserkirche verwehrt hatte, erzwangen diese vom Kloster ein eigenes Gotteshaus. Mit dem Bau der Kapelle St. Wolfgang, der späteren St. Martinskirche, wurde 1471 begonnen. Nach der Reformation kehrte Warth 1581 zum katholischen Glauben zurück, 1833 bildete es eine eigene Pfarrei.
In Warth wurde Acker-, Wein- und Obstbau betrieben. Die Klostermühle blieb bis 1882 in Betrieb. 1979 vereinigten sich die Schulgemeinden Warth und Weiningen, 1989 erstellten sie eine Schule mit Mehrzweckhalle. Ab 1980 wandelte sich Warth infolge der Nähe zu Frauenfeld zu einer Wohngemeinde.

## Wappen
Blasonierung: In Weiss mit schwarzem Rost.
Der Rost ist das Symbol des Heiligen Laurentius, des Kirchenpatrons von Ittingen. Die Farben Schwarz und Weiss verweisen auf die Zugehörigkeit zur Gerichtsherrschaft der ehemaligen Kartause Ittingen.

## Bevölkerung
| Jahr         | 1831  | 1850  | 1900  | 1950  | 1990  | 2000  | 2010     | 2018  |
| Ortsgemeinde | 225   | 238   | 183   | 219   | 506   |       |          |       |
| Ortschaft    |       |       |       |       |       | 519   | 273 Anm. | 664   |
| Quelle       | [ 3 ] | [ 3 ] | [ 3 ] | [ 3 ] | [ 3 ] | [ 5 ] | [ 6 ]    | [ 2 ] |

Von den insgesamt 664 Einwohnern der Ortschaft Warth im Jahr 2018 waren 60 bzw. 9,0 % ausländische Staatsbürger. 267 (40,2 %) waren evangelisch-reformiert und 234 (35,2 %) römisch-katholisch.

## Sehenswürdigkeiten
Die Kartause Ittingen ist ein ehemaliges Kartäuserkloster und dient heute als Kultur- und Seminarzentrum sowie als ein Behindertenwohnheim. Die Kirche St. Martin liegt über den Rebbergen an Aussichtslage nahe der Kartause Ittingen. Das Haus Lenzberg wurde 1825 für Oberrichter Dr. Lenz erbaut. Die Kartause Ittingen ist im Inventar der schützenswerten Ortsbilder der Schweiz aufgeführt.

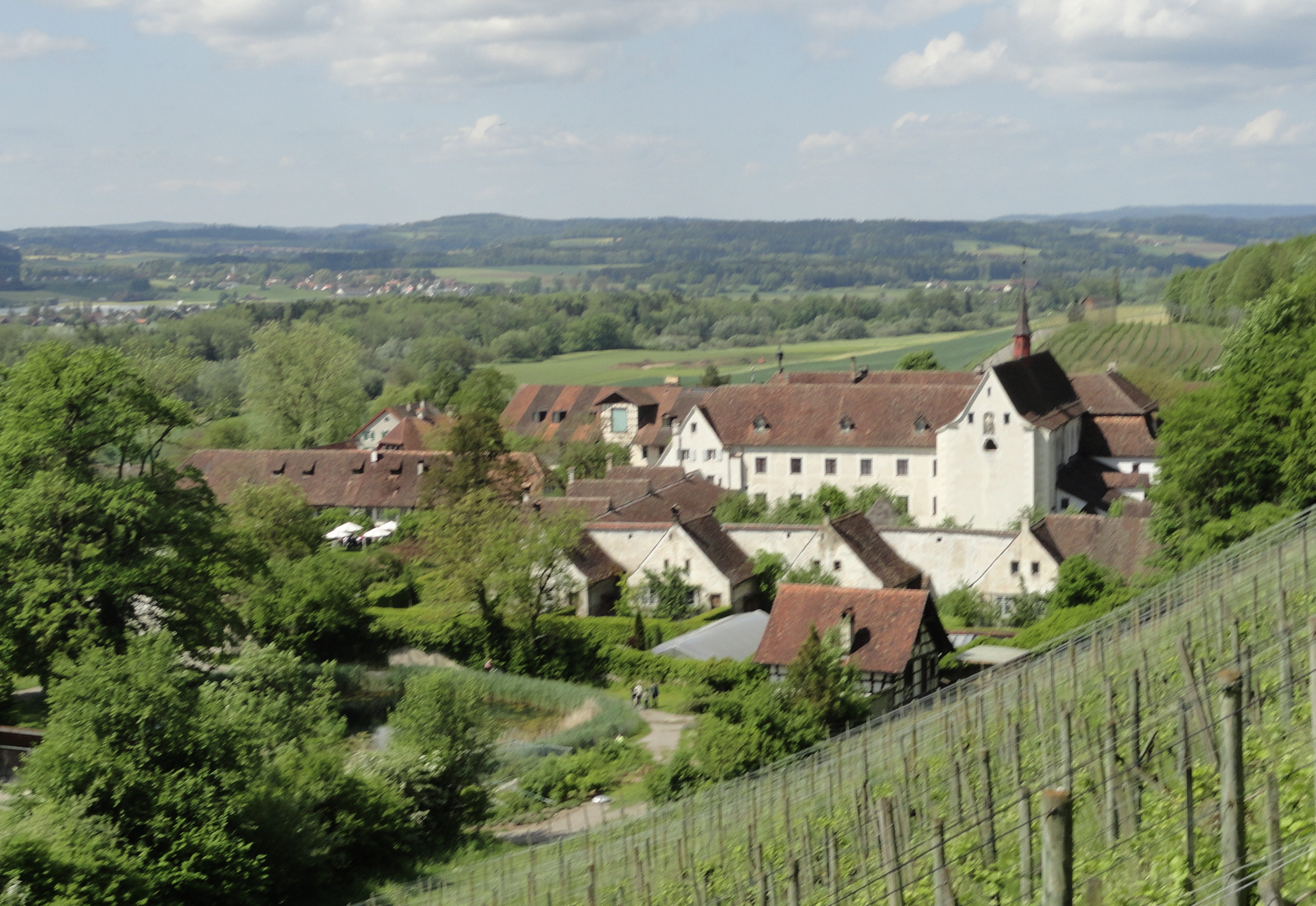
Kartause Ittingen Ansicht
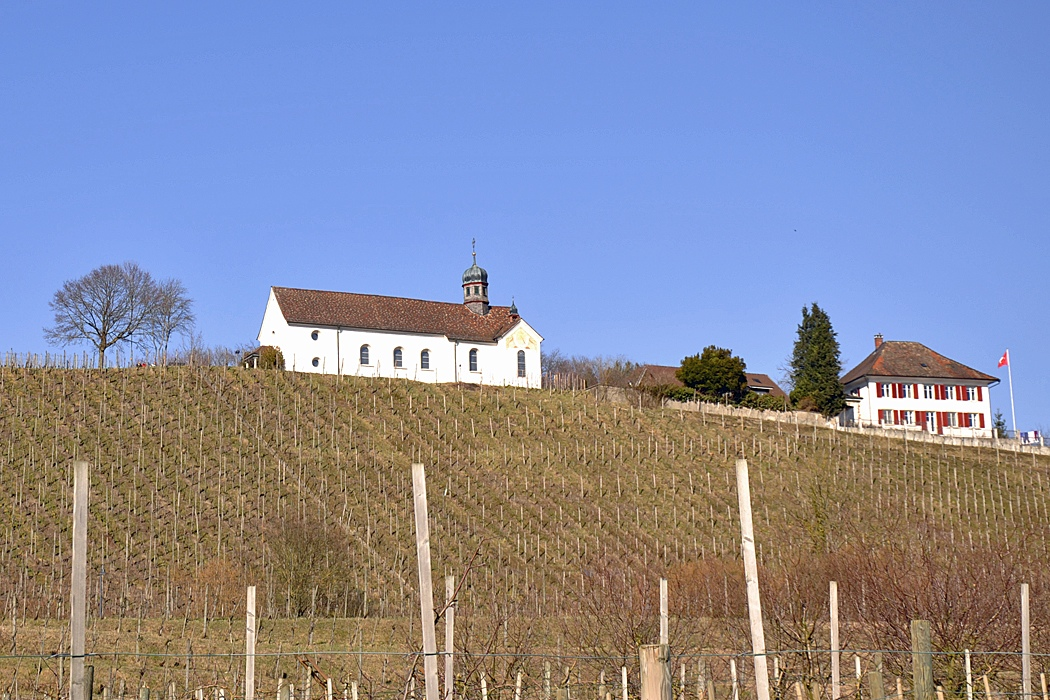
Kirche St. Martin
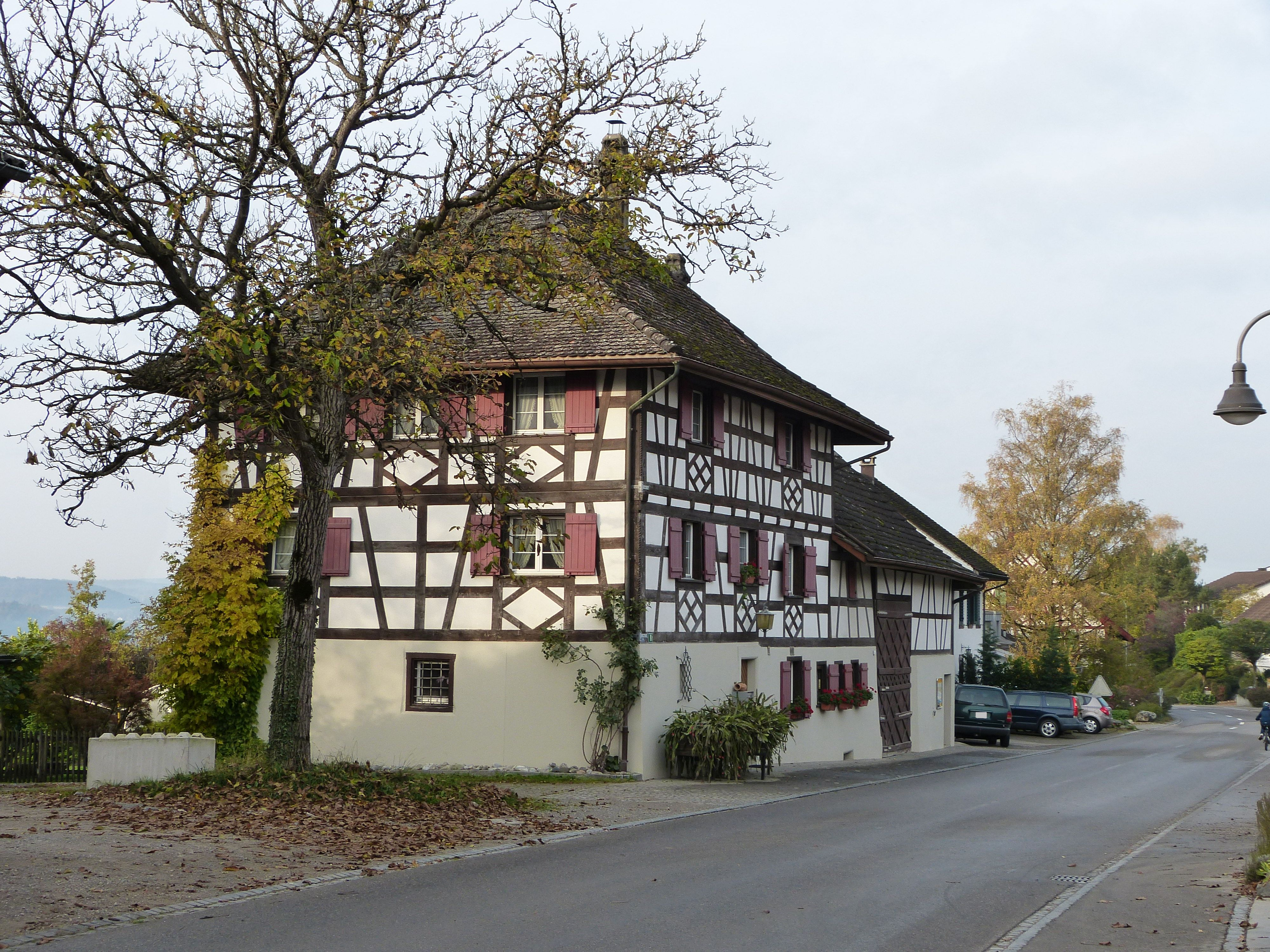
Bauernhaus Geiges
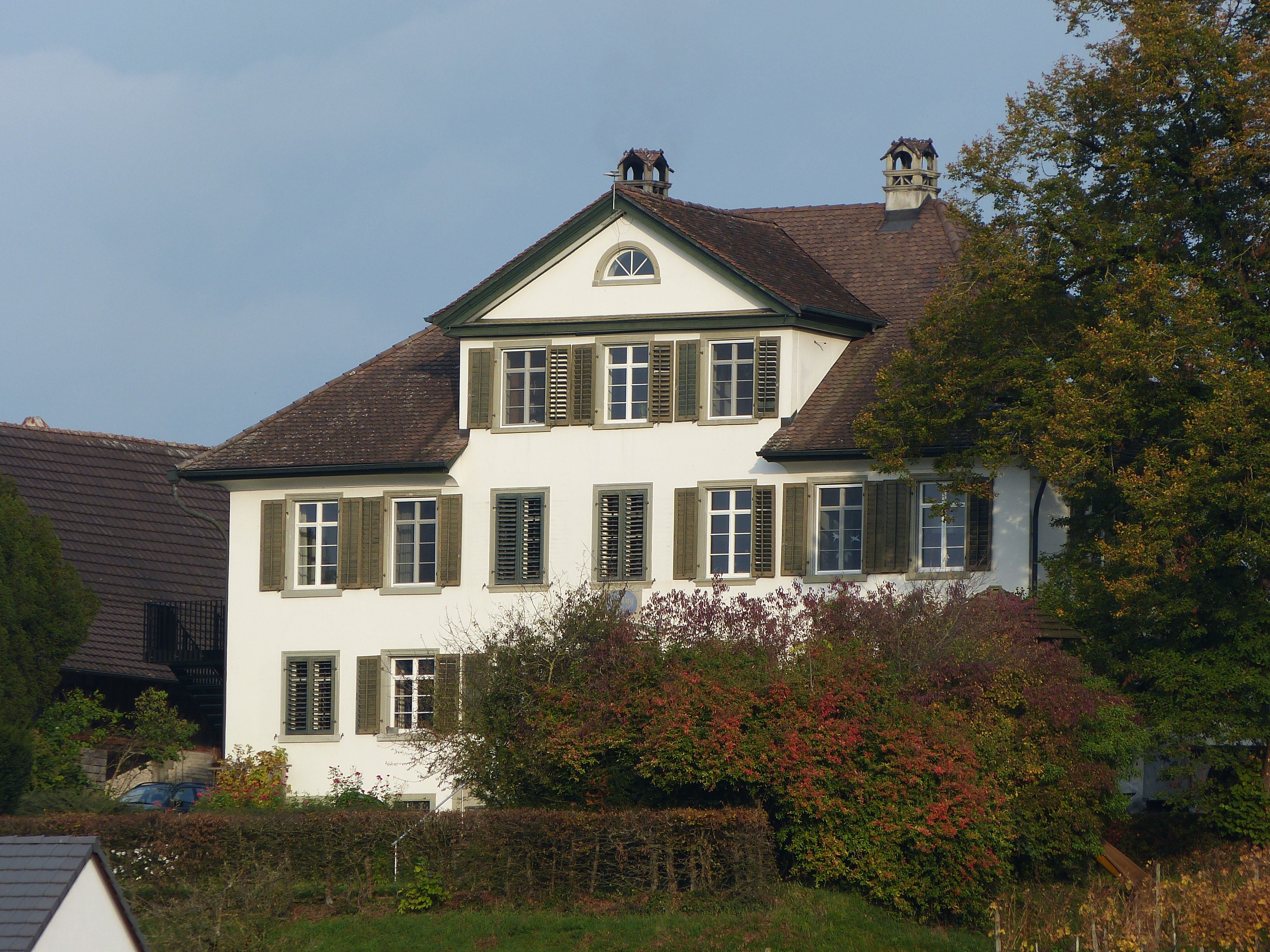
Wohnhaus Lenzberg